# Antikoagulansi
Antikoagulansi su sredstva koja sprječavaju zgrušavanje krvi. Zgrušavanje krvi je proces koji se zbiva kada krv dođe u dodir sa stranom površinom. Za zgrušavanje krvi potreban je čitav niz faktora koji se nalaze u plazmi i nazivaju se faktori zgrušavanja. Uklanjanjem samo jednog od njih do zgrušavanja neće doći. Jedini od faktora zgrušavanja koji nije protein je ionizirani kalcij. Vezivanjem kalcija ili njegovim prevođenjem u neionizirani oblik prekinut će se proces zgrušavanja. Također, inaktiviranjem trombina, koji je jedan od faktora zgrušavanja, prekinut će se proces zgrušavanja. 

## Podjela antikoagulansa
Antikoagulansi se mogu podijeliti na više načina, a jedan od njih je prema djelovanju. Pa s obzirom na djelovanje razlikujemo:
- Antikoagulansi koji prevode kalcij u neionizirani oblik ili ga vežu. To su soli: trinatrijev citrat, oksalati, fluorid, EDTA, kalijeva i natrijeva sol.
- Aktikoagulans koji inaktivira trombin, a to je heparin.

Antikoagulansi se mogu podijeliti i prema načinu korištenja, i to na: 
- Tekući antikoagulansi su oni koji razrijeđuju uzorak i to su npr. ACD (acid-citrat-dekstroza) koji se koristi u transfuziologiji i to u količini od 28,6 mL za 100 mL krvi. U laboratorijskoj hematologiji najčešće korišteni tekući antikoagulans je trinatrijev citrat.
- Kruti antikoagulansi su takvi koji ne razrjeđuju uzorak. Ovamo ubrajamo smjesu oksalata (tri dijela amonijevog oksalata i jedan dio kalijevog oksalata). Koristi se u količini 2,0 mg za 1 mL krvi. Jedan od krutih antikoagulansa je heparin, on se koristi u količini 0,1 do 0,2 mg za 1 mL krvi. Heparin je prikladan za kvantitativne pretrage.

## Upotreba antikoagulantnih spojeva kao lijekova
Antikoagulantni lijekovi se koriste u medicini za liječenje stanja u kojemu je došlo do nastanka ugruška krvi (tromba) u krvnim žilama ili za sprečavanje nastanka ugrušaka krvi u krvnim žilama u stanjima i bolestima u kojima je povećan rizik za nastanak ugruška krvi.
Neke od primjera bolest u kojemu je nastao ugrušak krvi koji se antikoagulatnim lijekovima pokušava razgraditi su venska tromboza dubokih vena, plućna embolija, srčani udar i ishemijski moždani udar.
Primjer bolesti u kojoj se pokušava antikoagulatnim lijekovima spriječiti nastanak ugrušak krvi je fibrilacija atrija srca, dok se antikoagulantni lijekovi u istu svrhu koriste prije i nakon operativnog liječenja.
U medicine se koriste:
- derivati kumarina (npr. varfarin, fenprokumon) - antagonisti vitamina K (VKA)
- heparin i derivati heparina (niskomolekularni heparin)
- sintetski pentasaharid, inhibitor faktora X (fondaparinuks)
- izravno djelujući oralni antikoagulanti lijekovi - uvedeni u liječenje nakon 2008., a često se u koristi skupni naziv tj. kratica NOAK (novi oralni antikoagulantni lijekovi ili ne-vitamin K antagonisti oralni antikoagulanti). Prema mehanizmu djelovanja mogu se podijeliti na:
  - izravni inhibitori faktora Xa (rivaroksaban, apiksaban, edoksaban)
  - izravni inhibitori trombina (dabigatran)

|  | Molimo pročitajte upozorenje o korištenju medicinskih informacija. Ne provodite liječenje bez savjetovanja s liječnikom! |